# Marcellus (Lot-et-Garonne)
Marcellus ist eine französische Gemeinde mit 874 Einwohnern (Stand 1. Januar 2022) im Département Lot-et-Garonne in der Region Nouvelle-Aquitaine (vor 2016 Aquitaine). Die Gemeinde gehört zum Arrondissement Marmande und zum Kanton Marmande-1. Die Einwohner werden Marcellusiens genannt.

## Geografie
Marcellus liegt etwa acht Kilometer westsüdwestlich von Marmande. Umgeben wird Marcellus von den Nachbargemeinden Couthures-sur-Garonne im Norden, Gaujac im Nordosten, Montpuillan im Osten und Südosten, Cocumont im Süden und Südwesten sowie Meilhan-sur-Garonne im Westen und Nordwesten.

## Bevölkerungsentwicklung
| 1962                       | 1968 | 1975 | 1982 | 1990 | 1999 | 2006 | 2018 |
| -------------------------- | ---- | ---- | ---- | ---- | ---- | ---- | ---- |
| 593                        | 617  | 570  | 570  | 692  | 699  | 755  | 859  |
| Quellen: Cassini und INSEE |      |      |      |      |      |      |      |

## Kirchen
- Kirche Saint-Pierre aus dem 19. Jahrhundert
- Schloss Marcellus, seit 1986 Monument historique

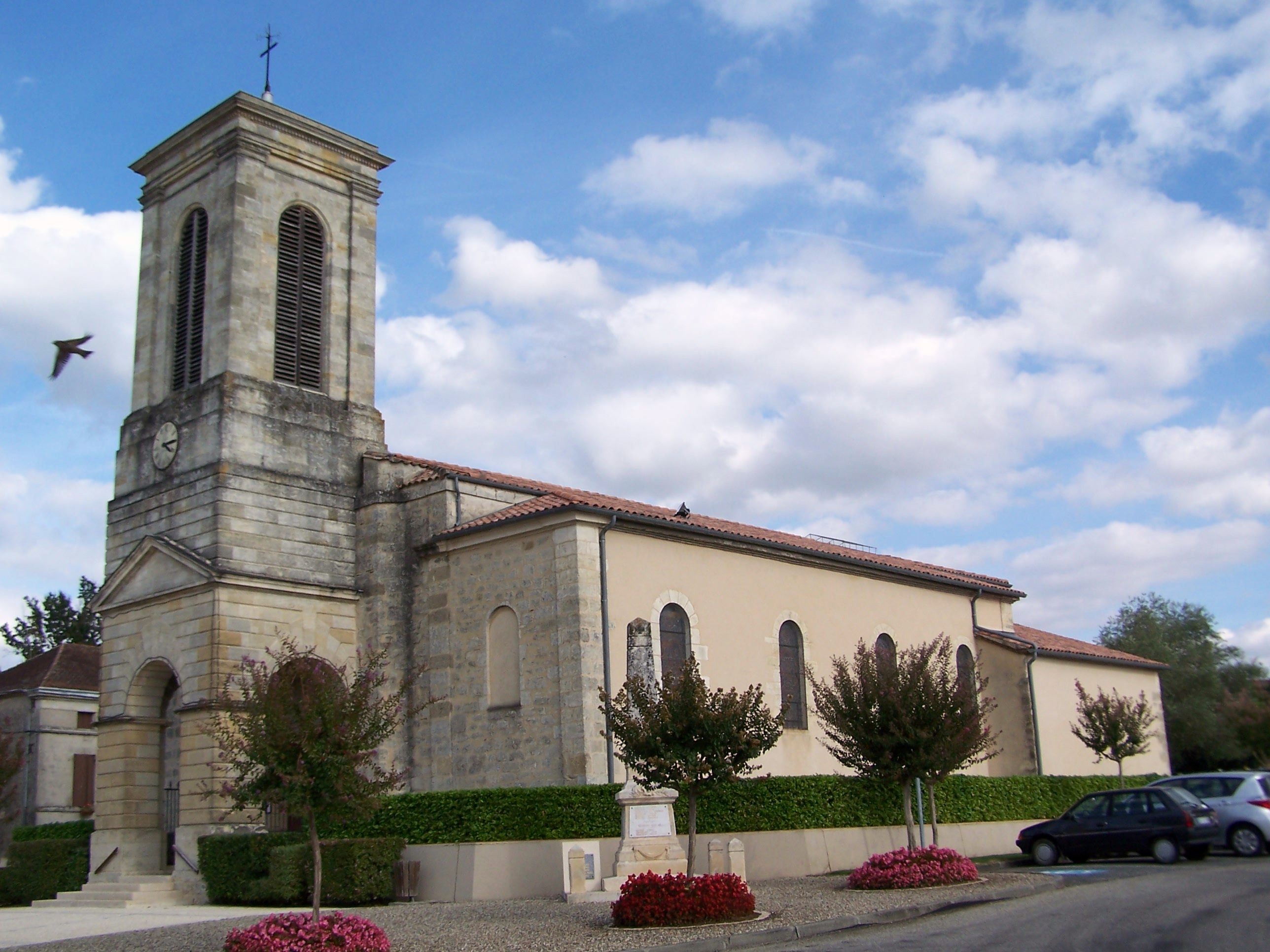
Kirche Saint-Pierre
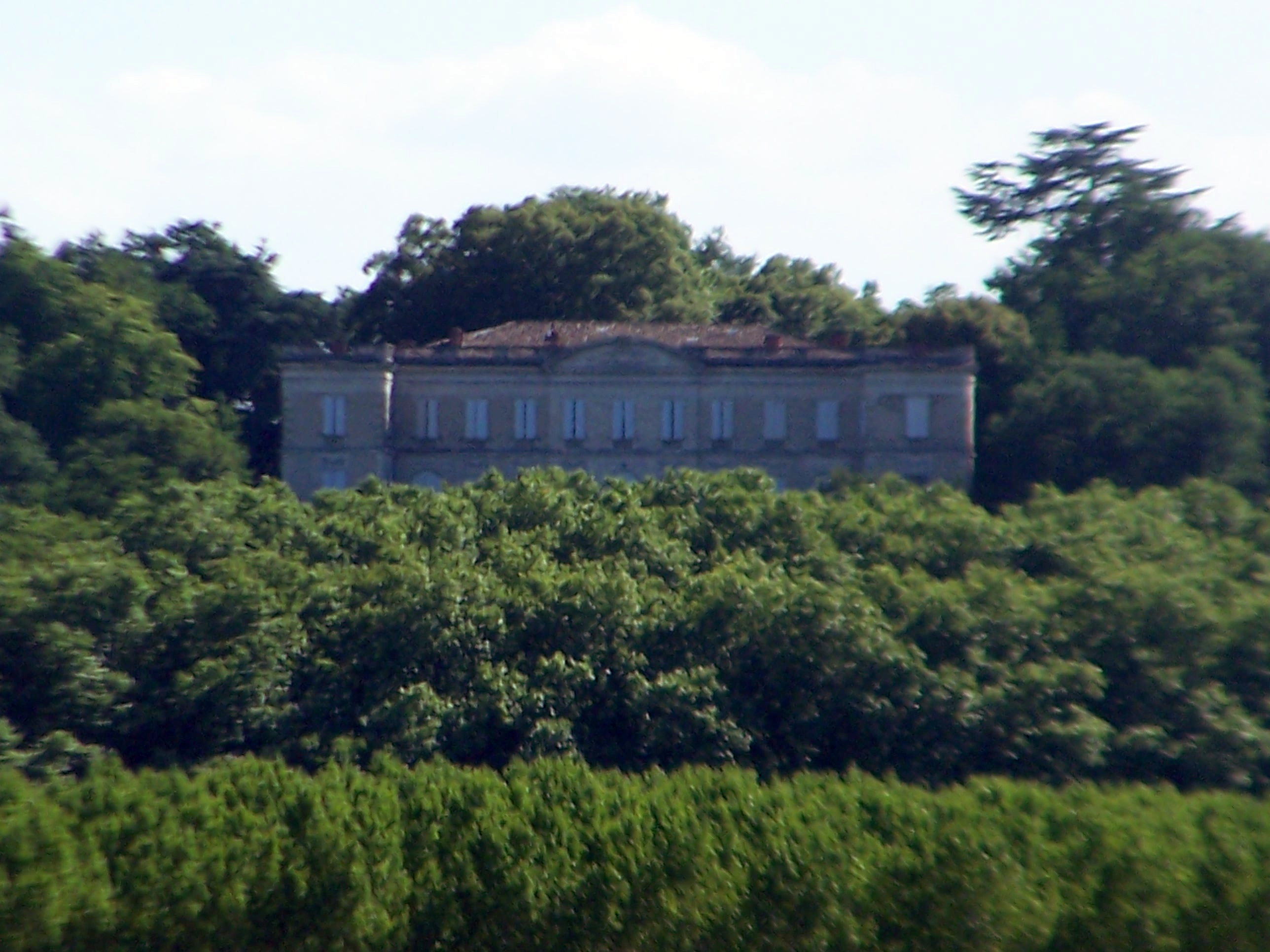
Schloss Marcellus

## Persönlichkeiten
- Lodoïs de Martin du Tyrac, Comte de Marcellus (1795–1861), Diplomat und Gräzist